# Dieter Hellwinkel
Dieter Hellwinkel (* 6. Juni 1935 in Ludwigshafen) ist ein deutscher Chemiker und Hochschullehrer, der an der Universität Heidelberg tätig war. Bekannt ist er durch das Standardwerk Die systematische Nomenklatur der organischen Chemie, das 1974 erstmals erschien und bis 2006 viermal neu aufgelegt wurde.

## Leben
Hellwinkel wurde 1961 als Schüler von Georg Wittig mit einer Dissertation zum Thema „Pentaaryl-Verbindungen der Elemente der fünften Hauptgruppe, insbesondere des Arsens“ an der Universität Heidelberg promoviert. Nach der Habilitation 1966 und einem USA-Aufenthalt wurde er 1972 in Heidelberg zum wissenschaftlichen Rat und 1973 zum Professor für Organische Chemie ernannt. Zwischen 1979 und 1987 war er Mitglied, ab 1981 zusätzlich Vice-Chairman der IUPAC-Nomenklatur-Kommission für Organische Chemie.

## Werke (Auswahl)

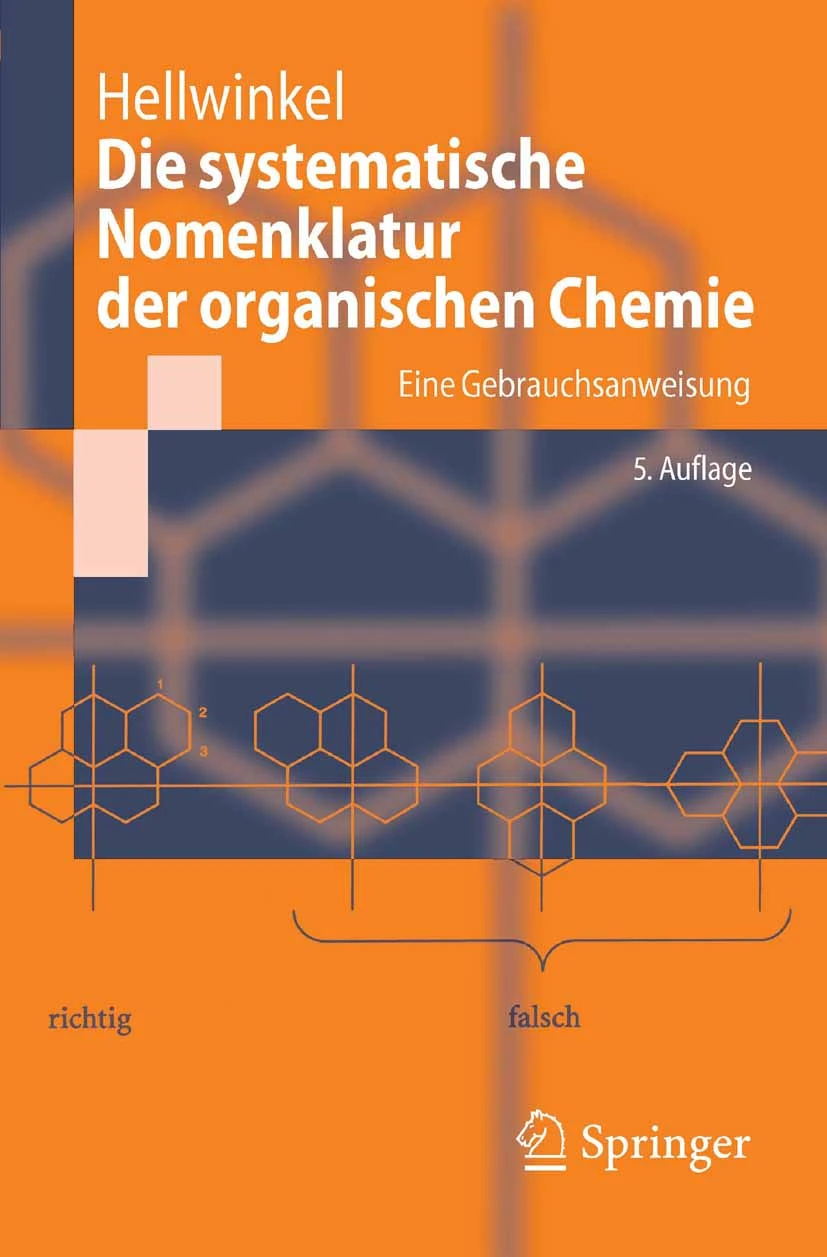
Umschlag der 5. Ausgabe

- Dieter Hellwinkel: Die systematische Nomenklatur der Organischen Chemie (= Heidelberger Taschenbücher. Band 135). Springer Berlin Heidelberg, Berlin, Heidelberg 1978, ISBN 978-3-540-08796-0, doi:10.1007/978-3-662-06686-7.
- Dieter Hellwinkel: Systematic Nomenclature of Organic Chemistry. Springer Berlin Heidelberg, Berlin, Heidelberg 2001, ISBN 978-3-540-41138-3, doi:10.1007/978-3-642-56765-0.
- Dieter Hellwinkel: Die systematische Nomenklatur der organischen Chemie. 5. Auflage. Springer-Verlag, Berlin/Heidelberg 2006, ISBN 978-3-540-26411-8, doi:10.1007/b137543.